# Adib
Adib (en arabe : أديب) est un prénom de langue arabe qui signifie « le lettré, l'homme de lettres ».

## Sens du nom
Adib (أديب) est celui pratique l'Adab, la littérature. Le mot signifie également "courtois", "poli". Ces deux sens sont largement attestés et présents dans la littérature arabe pré-islamique. Deux sens que le mot garde jusqu'à nos jours. 

## Personnalités portant ce prénom
- Adib Chichakli (1909-1964), leader militaire syrien.
- Adib Domingos Jatene (1929-2014), médecin brésilien.

## Patronyme
Adib est un nom de famille  notamment porté par :

- Abdesselam Adib (1957-), chercheur universitaire marocain en économie, finances, politique et sociologie
- Auguste Adib Pacha (1859-1936), homme politique libanais